# Zeugma
Zeugma (gr. ζεῦγμα zeûgma – dosł. „związek, sprzężenie”) – figura retoryczna polegająca na jednoczesnym użyciu pojęć:
- w znaczeniu dosłownym i przenośnym, np.
  - doprowadziła do porządku ubranie i myśli
- konkretnych i abstrakcyjnych, np.
  - ojczyźnie oddali uczucia i krew
- różniących się rodzajem, liczbą, przypadkiem itp., np.
  - w jej ogrodzie rosły przeróżne kwiaty i stara grusza

Przeciwieństwem zeugmy jest w pewnym sensie hypozeuxis, gdzie każdy rzeczownik ma własny czasownik.